# ジャンパー膝
ジャンパー膝（英:jumper's knee）とは、下肢のスポーツ障害のひとつ。ジャンプ動作などの繰り返しにより発生する膝蓋靭帯炎および大腿四頭筋腱付着部炎である。

## 発生機序

膝関節の構造。図の中央右寄りのPatellaが膝蓋骨。膝蓋骨から、脛骨(Tibia、中央下)へ膝蓋靭帯がのびる

ジャンプ動作の多用により発生する、使いすぎ障害である。
大腿の前面にある大腿四頭筋は膝蓋骨（いわゆる膝の皿）につながり、膝蓋骨は膝蓋靭帯を通して脛骨（脛の骨）につながる。膝関節を伸展させる（膝を伸ばす）ときは大腿四頭筋が収縮して脛骨を引っ張るようになっている。このため、ジャンプなど膝を伸ばす動作を行うと膝蓋靭帯に張力が加わる。また、着地においては膝が曲がろうとする勢いに対してブレーキをかけるため、着地の際も膝蓋靭帯に張力が加わる。ジャンプ、着地を繰り返すうちに膝蓋骨と膝蓋靭帯の付着部分に炎症が発生し、運動時に痛みを感じるようになる。
ジャンパー膝は、ジャンプ動作を多用する競技において多く発生する。